# HispanTV
HispanTV est une chaîne de télévision d’information internationale iranienne lancée le 21 décembre 2011 et diffusée depuis Téhéran par satellite à destination des pays de langue espagnole.
HispanTV a été créée par l'État iranien et est exploitée par l'Islamic Republic of Iran Broadcasting (IRIB).

## Histoire

### Sanctions
HispanTV n'est plus diffusée qu'en Amérique hispanique, a tenté de contourner les sanctions en fournissant des flux en direct de ses réseaux via YouTube". La chaîne YouTube d'HispanTV a maintenant été bloquée en raison des pressions exercées sur Google par l'ADL,.

### Allégations d'antisémitisme
L'Anti-Defamation League a déclaré que « HispanTV diffuse régulièrement des théories du complot antisémites et antisionistes » et que « l'influence de l'Iran en Amérique latine a été une caractéristique importante de la politique étrangère du gouvernement iranien au cours de la dernière décennie, et qu'elle sert de plate-forme pour diffuser les théories du complot de Téhéran, la négation de l'Holocauste et l'antisémitisme",. HispanTV a affirmé que la pandémie de COVID-19 "est le résultat d'un complot sioniste... Ce virus sert les objectifs du sionisme de réduire le nombre de personnes dans le monde et de l'empêcher d'augmenter.",
Selon le rapport 2013 sur l'antisémitisme au Venezuela de la Confédération vénézuélienne des associations israélites (CAIV), "les nouvelles déformées, les omissions et les fausses accusations" d'Israël proviennent de médias iraniens d'Amérique latine, en particulier de HispanTV . Ces "informations déformées" sont ensuite répétées par la chaine russe Russia Today et la Prensa Latina Cubana, ainsi que par les médias d'État vénézuéliens, notamment SIBCI, AVN, TeleSUR, Venezolana de Televisión (VTV), Alba TV, La Radio del Sur, Radio Nacional de Venezuela (RNV), YVKE Mundial, Correo del Orinoco et Ciudad CCS.
Le documentaire, basé sur une théorie du complot, Plan Andinia: A New Jewish State ?, d'Asela Villar, suggère qu'Israël envisage lentement d'envahir la Patagonie. Il est diffusé sur le réseau Real Stories, appartenant à Little Dot Studios et All3Media.

## Identité

### Logos

Logo d'HispanTV depuis le 21 décembre 2011